# Brachyuromys betsileoensis
Brachyuromys betsileoensis је врста глодара (Rodentia) из породице Nesomyidae.

## Распрострањење
Ареал врсте је ограничен на једну државу. Мадагаскар је једино познато природно станиште врсте.

## Станиште
Станишта врсте су шуме, поља риже, травна вегетација и мочварна и плавна подручја. 
Врста Brachyuromys betsileoensis је присутна на подручју острва Мадагаскар. 

## Угроженост
Ова врста је наведена као последња брига, јер има широко распрострањење и честа је врста.